# Tranquilino de Bonilla y Herdocia
Tranquilino de Bonilla y Herdocia (San José, Costa Rica, 7 de marzo de 1797 - Océano Pacífico, cerca de  Esparza, Costa Rica, abril de 1864) político costarricense, firmante del Acta de Independencia de Costa Rica.

## Datos familiares y personales
Nació en San José, y fue bautizado el 7 de marzo de 1797 con el nombre de José Manuel Tranquilino. Sus padres fueron Félix de Bonilla y Pacheco y Rafaela Herdocia Fernández de la Pastora. 
Casó en Cartago el 29 de julio de 1817 con María Sinforosa del Carmen de Peralta y López del Corral (1794-1874), hija de José María de Peralta y La Vega y Ana Benita Nava López del Corral, con quien tuvo a Juan de Dios (30.4.1818), Ana Benita (15.11.1819), Dionisia María (9.10.1821) y Telésforo Ramón (5.1.1824) Bonilla y Peralta.
Se dedicó a actividades agropecuarias y al comercio con Panamá. También fue rematario de diezmos desde Tres Ríos hasta Matina en 1826.
Fue teniente coronel de las milicias de Costa Rica.

## Cargos públicos y actividad política
Fue regidor del  Ayuntamiento de Cartago en 1821 y asistió a la sesión del 29 de octubre de 1821, en la que se redactó el Acta de Independencia de Costa Rica, de la cual fue firmante. Fue nuevamente regidor en 1823.
Partidario de la anexión de Costa Rica al Imperio Mexicano de don Agustín I. Como oficial monárquico, participó en la batalla de Ochomogo el 5 de abril de 1823.
En 1825 y 1832 fue procurador síndico de Cartago.
En 1835 fue acusado de ser uno de los caudillos de la insurrección contra el gobierno de don Braulio Carrillo Colina conocida como Guerra de la Liga o segunda guerra civil de Costa Rica, por lo cual después fueron embargados sus bienes. 
Fue diputado por Cartago en 1857.
Murió a bordo de una embarcación en la costa del Pacífico y fue sepultado en la ciudad de Esparza el 15 de abril de 1864.